# Сосна сибірська
{{#ifeq:0|0|{{#if:|{{#if:Pinussibirica|[[]}}|}}}}
Сосна́ сибі́рська (Pinus sibirica) — хвойне вічнозелене дерево родини соснових. Максимальна тривалість життя — 800-850 років, висота — до 35-45 м, діаметр стовбура — до 2 м. Росте у більшій частині Сибіру на висотах 100-200 м над рівнем моря, піднімаючись до 1000-2400 м у південному Алтаї. Відома в народі також як кедр сибірський, ця сосна широко використовується як джерело цінної деревини та їстівного насіння — так званих кедрових горіхів.
Раніше об'єднували в один вид з європейською кедровою сосною (Pinus cembra), яка має менші хвою та шишки, ніж її сибірський родич.
Хоча сибірська сосна широко відома під назвою сибірського кедра або кедрової сосни, вона не пов'язана зі справжнім кедром (Cedrus), який росте лише в Середземномор'ї та Гімалаях. Імовірно, сибірську сосну назвали кедром росіяни — ще в XV столітті або навіть раніше, коли досліджували Сибір.

## Походження назви
Дослідники припускають, що другу поширену назву — сибірський кедр — сосні сибірській дали російські першопроходці, які в XV столітті досліджували Сибір і вперше зустріли це дерево. Незнайому сосну з великими горіхами в шишках, не схожу ні на ялину, ні на ялицю, ані на модрину, вони назвали сибірським кедром, оскільки вона нагадала їм священний ліванський кедр, про який згадується в Біблії. От як про це пише російський вчений Федір Кеппен:
| «Вірогідніше, що козаки, які прийшли на Урал, зачаровані виглядом чудового хвойного дерева, досі їм невідомого, дали йому навмання назву славного кедра, про який вони знали лише з чуток»[4]. Оригінальний текст (рос.) «Вероятнее, что пришедшие на Урал казаки, очарованные видом прекрасного хвойного дерева, им дотоле неизвестного, придали ему наугад название славного кедра, о котором они знали только понаслышке». |

## Ботанічні характеристики

### Будова і життєдіяльність
Сибірська сосна може досягати 45 м заввишки, має дуже густу конусоподібну крону. Вершина притуплена, а у старих дерев часто їх кілька.

#### Кора
Кора стовбура — гладенька, сіра, тонка, що робить дерево чутливим до механічних пошкоджень (особливо під час заготівлі насіння). У старих дерев кора — сіро-бура, луската, з тріщинами. Однолітні гілки вкриті густим рудим пухом. Діаметр стовбура — до 2 м.

#### Корінь
Коренева система потужна, поліморфна, її будова залежить від особливостей ґрунту. Складається з короткого стрижневого кореня, від якого відходять бокові. 30 % всіх коренів розташовано на глибині 20 см, інші йдуть на глибину 1—1,5 м. На ґрунтах, які пізно тануть, коренева система поверхнева, але вітровальним дерево від цього не стає. У таких умовах корені дуже довгі і створюють велику площу опору; корені сусідніх дерев зростаються, що значно підвищує їх вітростійкість. У перезволожених ґрунтах, де добре розвинутий моховий покрив, нерідко утворюються придаткові корені. Коренева система завершує формування до 40 років, потім вона тільки подовжується і потовщується.

#### Хвоя

1.Загальний вигляд дерева. 2.Вкорочений пагін з 5-ма хвоїнками. 3.Вершина пагона з жіночими шишками та молодими хвоїнками. 4.Пагін з чоловічими шишками. 5.Дозріла шишка. 6.Здерев'яніла луска з двома насінинами-горіхами. 7.Насінина («кедровий горішок»).

Хвоя щільна, 6-13 см у довжину, темно-зелена з сизим нальотом, широка (1-2 мм), тригранна, зібрана в пучки по 5. Тривалість життя хвої — 5-11 років.
Сибірська сосна дуже схожа на європейську кедрову сосну (Pinus cembra) та звичайну сосну (Pinus sylvestris). Відрізнити від останньої можна за хвоєю — у сибірської сосни хвоїнки зібрані в пучки по 5 штук, у звичайної сосни — по 2.

#### Шишки
Сибірська сосна — однодомна. Квітне у червні. Макростробіли (насінневі шишки) — жіночі репродуктивні органи сибірської сосни, що містять насіння, — прямостоячі, дворічні, темно-червоного або світло-бурого кольорів, майже циліндричні, 5-13 см у довжину, діаметром — 5-8 см, на товстій ніжці довжиною 8 мм. Розміщуються вертикально на кінцях пагонів збоку від верхівкової бруньки. Зазвичай їх — 1-4 на пагоні, рідше — 7-9. Утворюються лише на освітлених гілках. Містять 80-140 насінин (з яких тільки 50-60 є повноцінними). Запилюються вітром у травні-червні.
Мікростробіли (пилкові шишки) — чоловічі репродуктивні органи, в яких дозріває пилок, — однорічні, карміново-фіолетового кольору, яйцеподібні, довжиною 2-3 см, зібрані у групи по 2-60 штук в основі пагонів.
Якщо освітлення вдосталь — крони обох шишок можуть формуватися на одній гілці.

#### Насіння
Тверді насінини, так звані кедрові горіхи, дозрівають у серпні—вересні, наступного року після запилення. Насінина яйцеподібна, коричнева, довжиною 8-14 мм і 6-9 мм в ширину, з товстою дерев'янистою шкаралупою. Маса 1000 насінин — 100-400 г. Дозріле насіння легко лущиться.
Шишки утворюються лише у верхній частині крони — висотою 1-1,5 м (рідко — 2 м). Насіння починає з'являтися на поодиноких садових деревах у 15-30 років, якщо вони мають належний догляд і підгодівлю. У густих лісових насадженнях — у 40-50 років. Гарні врожаї бувають кожні 4-5 років, відмінні — що 10-15. У врожайні роки на дорослому дереві буває до 80-100 шишок, рідко — 140. Посилене розмноження триває з 160 до 260 років, після чого поступово згасає. Розмножується лише в групових насадженнях, адже вид анемохорний (вітрозапильний).

### Розмноження

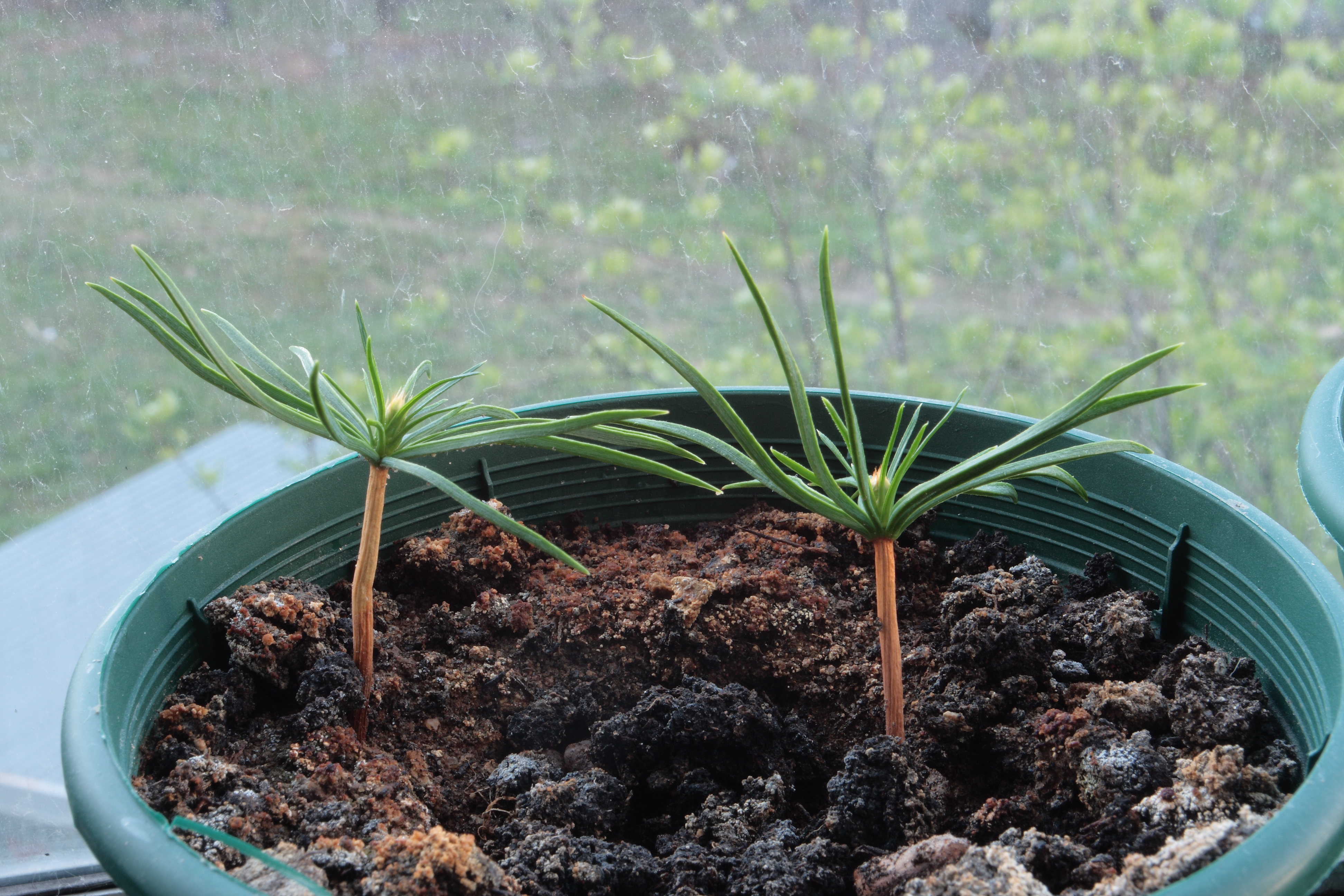
Сіянці сибірської сосни

Розмножується сибірська сосна насінням. Сходи можливі й після 4 років відлежування. Шишки дозрівають у кінці серпня — на початку вересня наступного після цвітіння року і падають разом із насінням на землю.
Для садових насаджень насіння дерева краще сіяти в рік збирання, у кінці вересня — на початку жовтня, за місяць до замерзання ґрунту. Перші 20 років сосна росте дуже повільно — сантиметрів на 10 щороку. Далі — вже на 30-40 см на рік. У дорослому віці дерево погано переносить пересаджування. У 4-5 років його висота становить 15 см, у 10 років — до 1,5 м, у 20 — 2,5 м, у 30 — до 9 м, діаметр крони — 3 м. У 70 років сибірська сосна сягає 23 м заввишки, діаметр стовбура — 0,5 м. У 100 років висота дерева становить близько 27 м. Тривалість життя сосни може становити до 800—850 років.
Штучно дерево розводять і вегетативно — живцями, які прищеплюють на інших видах сосни — наприклад, на сосні звичайній. Живець верхівки дорослого кедра, прищеплений на підліткове дерево, добре приживається, швидко галузиться і вже через 3-4 роки дає шишки.
Найкращий час щеплення — перша половина травня, коли в прищепі (маленькому деревці сосни чи кедра) починають гнати смоли. Прищеплюють невеликий кедровий живець із брунькою на головний верхівковий торішній пагін.

### Поширення

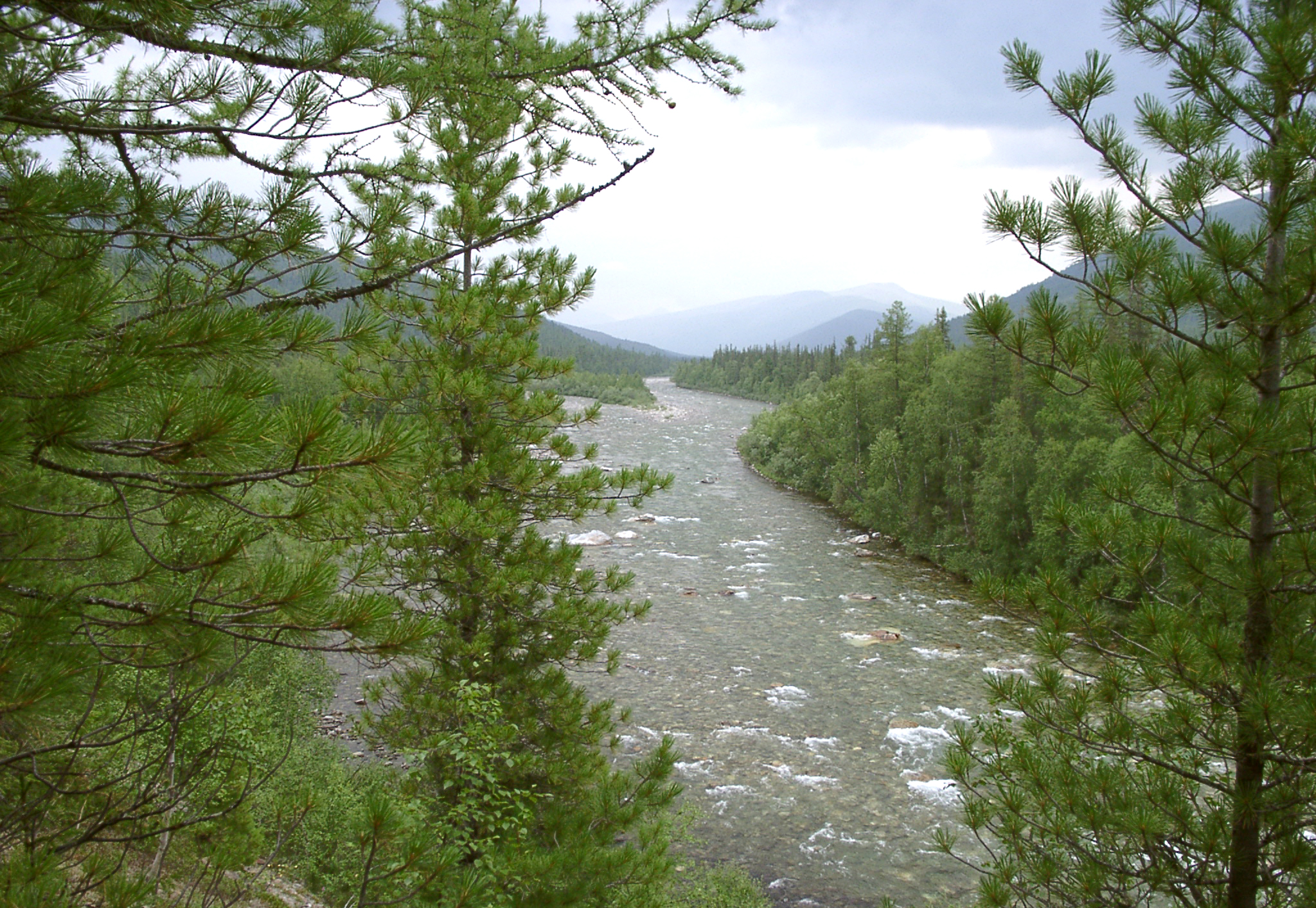
Ліс із сибірської сосни і модрини

Сибірська сосна має дуже великий ареал — від верхів'я річки Вичегди на північному-сході європейської частини Росії і до верхів'я річки Алдан у Східному Сибіру. На північ ця сосна доходить до 68° 30' північної широти вздовж річки Єнісей, на півдні — до півночі Монголії. Ліси сибірської сосни ростуть у хвойно-тайговій зоні, північній частині Євразії, у центрі Китаю, в Японії, Північної Кореї, Монголії, а також у Північній Америці.
У минулому дерево було поширене ще ширше і густіше, але його винищили лісові пожежі та масові вирубки — для збирання кедрових горіхів і отримання цінної деревини. Відомо, що предки цього виду — родом зі Східної Азії — в третинний період (близько 66-2,5 млн років тому) охоплювали велику територію від Азії до Європи.
Сибірська сосна надає перевагу родючим, добре дренованим, свіжим, глибоким, легким суглинкам. Дерево світлолюбне, але в молодості досить тіньовитривале — нормально розвивається під пологом материнських рослин. Зимостійкість дуже висока — без пошкоджень витримує морози до -50 °C.
Сибірська сосна вимоглива до вологості ґрунту, до відносної вологості повітря, особливо в зимовий період. Якщо вологість буде недостатньою — насіння не утвориться, тому в місцях із сухим кліматом рости не може, що обмежує її розселення в лісостепу.
Якщо насіння звичайної сосни поширює вітер, то кедрові горіхи для нього заважкі. Допомагає дереву горіхівка — птах, трохи менший за галку. Довгим дзьобом горіхівка вилущує з шишок горіхи, частину з'їдає, а решту складає під язик в особливий мішечок, який вміщує 8-10 насінин. У надійному місці серед моху, під кущем або шматком кори птах ховає горіхи. Взимку, у сильні завірюхи, піднімає їх вище, щоб не замело снігом. Але частина схованок лишається глибоко під снігом. Навесні на їх місці з'являються молоді паростки кедра.
Найстаріші насадження сосни людиною, що збереглися донині — це Толгський кедровий гай, розташований поблизу колишнього Толгського монастиря на березі Волги, за 8 кілометрів від Ярославля. Посаджений він був ще за часів Івана Грозного, у 70-х роках XVI століття. Толгські «кедри» — потужні дерева з широкою кроною і товстими, більше метра в діаметрі, стовбурами. Незважаючи на свій поважний чотирьохсотлітній вік, вони досі плодоносять.

### Хвороби та шкідники
Коренева губка і трутовик Швейнітца вражають коріння дерева, що сприяє вітровалу.

## Практичне використання

### Медицина

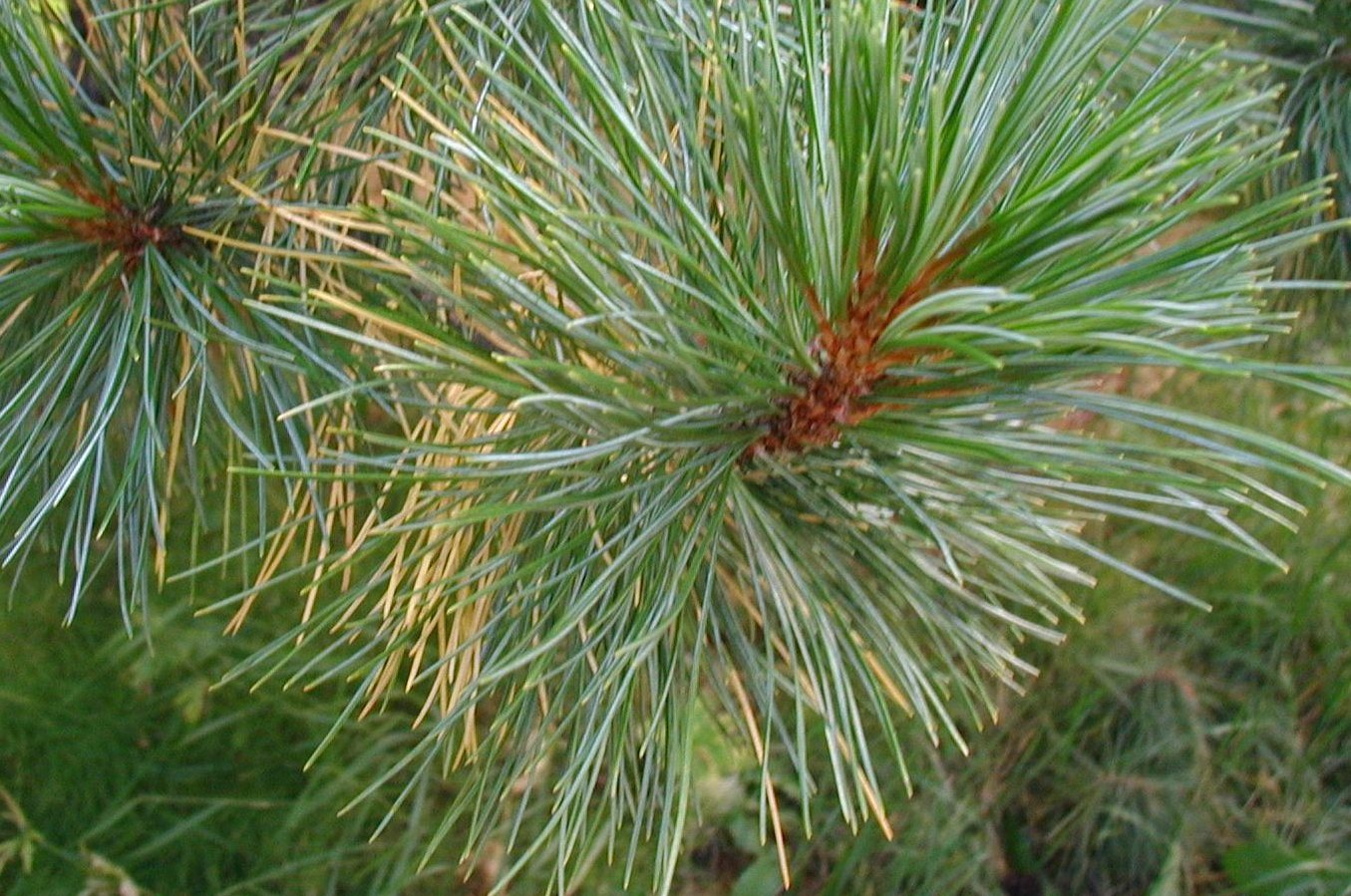
Хвоя сосни сибірської

Головне багатство сибірської сосни — так звані кедрові горіхи. Вони смачні, поживні та цілющі, містять вітамін А (ретинол), вітаміни групи В (протиневротичні), які покращують серцеву діяльність і необхідні для нормальної діяльності нервової системи. Особливо багато в насінні вітаміну E (токоферолу, що в перекладі з грецької означає «несу потомство»). Недарма в роки добрих врожаїв насіння значно зростає і плодовитість соболя та вивірок. Медики стверджують, що кедрові горіхи здатні попереджувати туберкульоз та малокрів'я.
Смола дерева — живиця — має бальзамуючі властивості. Здавна мешканці Сибіру та Уралу використовували її для лікування гнійних ран, порізів, опіків. У часи Німецько-радянської війни кедрову живицю успішно використовували в шпиталях для лікування поранених солдат. Вона вберігає рани від зараження, зупиняє гангренозні процеси. Також живиця містить до 19 % скипидару.
Хвоя дерева багата на вітамін C, каротин, а також кальцій, фосфор, марганець, залізо, мідь, кобальт.

### Промисловість
Цінна деревина сибірської сосни. Вона стійка до гниття і розтріскування, легко обробляється, має гарну текстуру, приємний запах та бактерицидні властивості. З неї виготовляють меблі. У шафах, зроблених із сибірської сосни, не заводиться міль.
Деревина сосни резонансна, тому з неї виготовляють музичні інструменти. Також вона має меншу щільність і легша в обробці, ніж, наприклад, деревина сосни звичайної, з неї виготовляють олівці та акумуляторний шпон.
Вулики, виготовлені з деревини сибірської сосни, добре заселяються бджолами. А молоко в такому дерев'яному посуді довго не прокисає, має приємний смак.

### Кулінарія

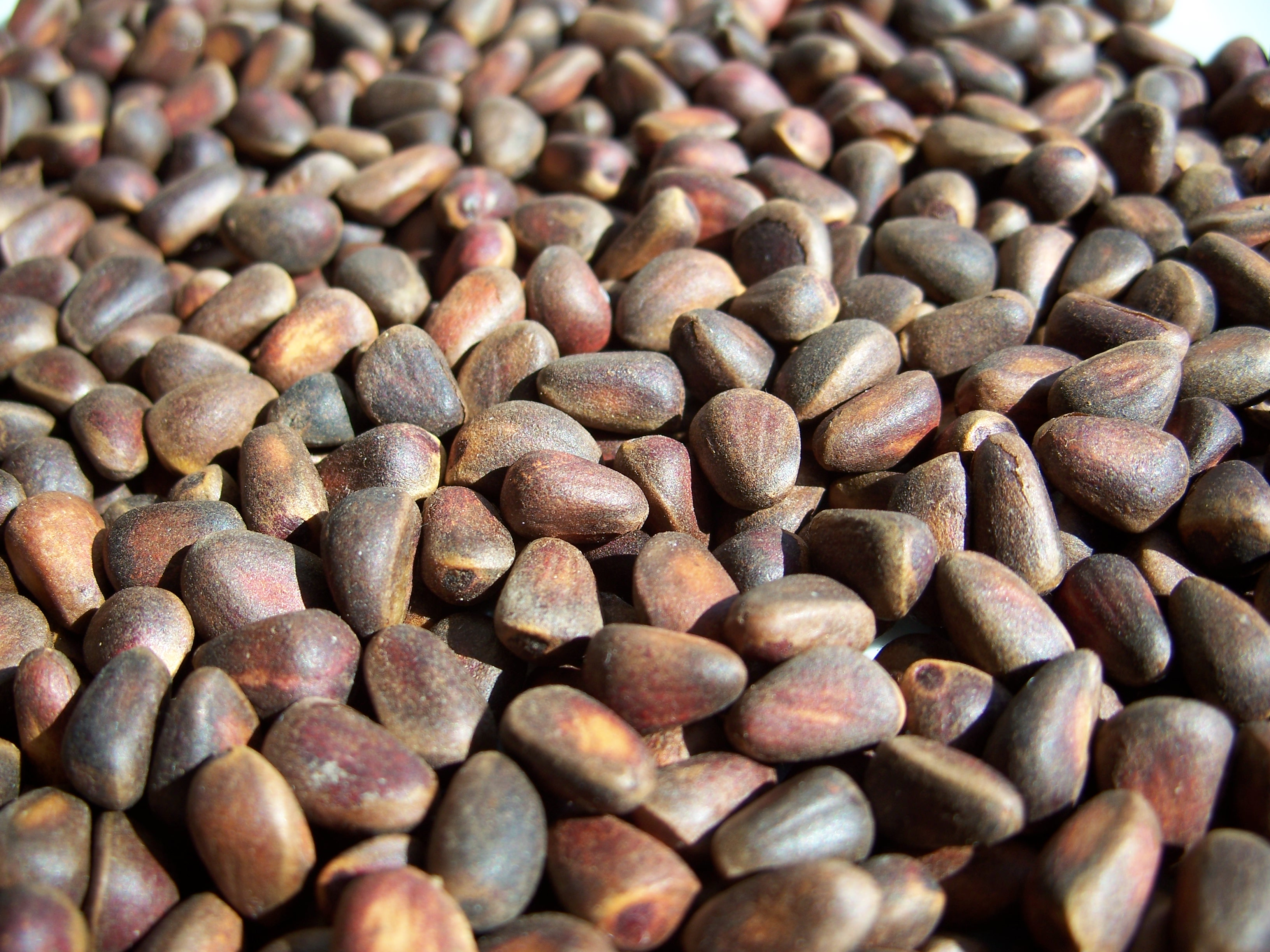
Кедрові горіхи

Мешканці тайги називають сибірську сосну «хлібним деревом». Її насінини — кедрові горіхи — їдять сирими, з них видавлюють олію, роблять висококалорійні вершки та молоко.
У Сибіру горіхи переробляють на спеціальних заводах. Столову олію отримують холодним пресуванням, а технічну — під час повторного, гарячого. Олія з кедрових горіхів ясно-жовтого кольору, з приємним смаком, належить до жирних висихаючих олій і має велике значення не лише як харчовий продукт, але й високо цінується в лакофарбовій промисловості (для виготовлення олійних фарб, лаків), а також у парфумерії та медицині.
В ядрах кедрових горіхів на 37 % вуглеводів і білкових речовин припадає до 50 % жирів. Але такий високий вміст рослинної олії досягається тільки у стиглих плодах. Якщо збивати зелені шишки, горіхи будуть неповноцінні, лише пошкоджуються плодоносні гілки.
Макуха, що залишається після виготовлення олії, використовується для виготовлення халви. Дуже тонко розтираючи горіхи з водою отримують кедрове молоко. Так само роблять і вершки, лише кількість води в них мінімальна.

### Озеленення
Сибірська сосна дає багато пилку і застосовується як декоративна рослина — в одиничних та групових насадженнях.
Виділяючи фітонциди, дерево очищує повітря. У лісі сибірської сосни мікрофлори в 2-3 рази менше, ніж, наприклад, у березовому. Повітря в таких насадженнях майже стерильне, а деревина відлякує міль, комарів та мошок.
Однак сибірська сосна дуже чутлива до забрудненості повітря шкідливими газами. Тому її небажано саджати поблизу великих промислових підприємств.

### Кедровий промисел
Заготівля кедрових горіхів — давній традиційний промисел сибіряків. До Жовтневого перевороту в багатьох районах Західного Сибіру він мав важливе значення в господарській діяльності населення, а місцями був основним джерелом грошових доходів. Досі серед населення тайгових селищ існують вислови: «шишкувати», «промишляти» або «бити шишку», збереглися кігті, байдони, тертки, поджі та інші знаряддя промислу.
До Жовтневого перевороту врожаї кедрових горіхів часто збирали непродумано: просто зрубували здорові дерева. З 30-х років і досі збиральники — шишкарі — залазять на дерева і особливими жердинами збивають з них шишки.
На початку 60-х років минулого століття в СРСР кедрові сосни охоплювали понад 25 мільйонів гектарів площ.

## Сосна сибірська в культурі
- У давньому Новгороді з сибірської сосни робили ковші для пиття, діжки, цебри та інші предмети побуту[11]. Вважалося, що збережені в посуді з цього дерева продукти та напої набували живильної сили і подовжували життя.
- Дослідник і мандрівник Микола Пржевальський розповідав, що коли сибіряки збиралися довгими зимовими вечорами, то полюбляли полускати кедрові горіхи. Клацали їх найчастіше у повній мовчанці. Це називається — вести «сибірську розмову»[7].
- А знавець сибірських лісів, краєзнавець і натураліст Василь Дмитрієв у 1818 році в статті «Сибірський кедр» писав:

| «Славтеся, місця, які любить сонце, гордіться, висоти ліванські, своїми кедрами: не бачивши вас в моїй вітчизні, на землі, що належить Росії, не маю права і величати вас, але натомість в очах моїх тінистий кедр багатого Сибіру не поступиться вам в красі своїй і мені вас замінить. Яка величність в поставі цього дерева, яка священна тінь в густині лісів його!»[13]. Оригінальний текст (рос.) «Славьтеся, места любимые солнцем, гордитесь, высоты ливанские, своими кедрами: не видя вас в моем отечестве на матерой земле, России принадлежащей, не смею и величать вас, но зато в глазах моих тенистый кедр богатой Сибири не уступит вам в красотах своих и мне вас заменит. Какое величество в осанке сего дерева, какая священная тень в густоте лесов его!». |
- Кедрову тайгу описував Іван Багряний у романі «Тигролови» (з 1932 по 1937 рік він відбував заслання в таборах Далекого Сходу):

| «Сорокаметрові кедри, випередивши всіх у змаганні до сонця, вигнались рудими, голими стовбурами з долішнього хаосу геть, десь під небо і заступили його коронами. Там по них ходило сонце і пливли над ними білі хмари. Слідком за кедрами пнулися велетенські осики та інші листаті гіганти, що, бувши нижчі за кедри, творили другий ярус. Потім височенна ліщина колючого горіха, ялини, де-не-де берізки, берестина, черемха, перевиті ліанами дикого винограду та в'юнків, ішли вгору третім ярусом. А внизу — в четвертому ярусі — суцільний хаос. Місцями густа, мов щітка, звичайна ліщина, височенні трави і бур'яни. Повалені вздовж і впоперек дерева, мов велетні на полі бою, потрухлі і ще непотрухлі, одні з скрізними дірами-дуплами, як жерла небувалих гармат, другі вивернуті з усією системою коріння, що тримали його руба, як стіни або як велетенські пригорщі зі стиснутими межи пальцями камінням і землею»[14]. |

### Основні
- Бех И. А. Проблемы неистощительного использования припоселковых кедровников. Пособие для студентов и школьных лесничеств. — Томск, 2006. — 20 с.
- Большая советская энциклопедия[недоступне посилання з липня 2019].
- Гавеман А. В. Лес. Беседы лесовода — М.: Государственное издательство детской литературы, 1959. — 250 с.
- Дроздов И. И. Интродукция кедра сибирского в европейскую часть лесной зоны России. — М., 1998.
- Дюк Н. Сказ о сибирском кедре// Экспедиция. — № 4 (апрель). — 2004. — С. 60-69.
- Егошина Т. Л. Кедровый орех: Недревесные растительные ресурсы России. — М.: НИА-Природа, 2005. — 164 с.
- Проскуряков Г. Сосна сибирская// Наука и жизнь. — № 9. — 1990. — С. 158—161.
- Шиманюк А. П. Дендрология. — М.: Лесная промышленность, 1974. — 264 с.

### Додаткові
- Аксенов Е., Аксенова Н. Декоративные растения. Т. 1: Деревья и кустарники. Энциклопедия природы России — М.: ABF, 1997. — 560 с.
- Александрова М. С. Хвойные растения в вашем саду — М.: Фитон +, 2000. — 224 с.
- Бех И. А., Данченко А. М., Кибиш И. В. Сосна кедровая сибирская. — Томск, 2004. — 160 с.
- Губанов И. А., Крылова И. Л., Тихонова В. Л. Дикорастущие полезные растения СССР. — М.: Мысль, 1976.
- Ефремов А. П., Шретер А. И. Травник для мужчин. — М.: Асадаль, 1996.
- Зябченко С. С. Сосновые леса Европейского Севера. — Л., 1984. — 244 с.
- Руководство по организации и ведению хозяйства в кедровых лесах (кедр сибирский). — М.: Госкомлес СССР, 1990. — 121 с.
- Шретер А. И. Лекарственная флора Советского Дальнего Востока. — М.: Медицина, 1975.